# 풍몽룡
풍몽룡(펑멍룽, 馮夢龍, 1574년~1646년)은 중국 명대 말기의 문학자이다. 자는 유룡(猶龍), 혹은 공어(公魚), 자유(子猶), 이유(耳猶). 호는 향월거고곡산인(香月居顧曲散人), 고소사노(姑蘇詞奴), 오하사노(吳下詞奴), 전전거사(箋箋居士), 묵감재주인(墨憨齋主人), 전주주사(前周柱史), 고곡산인(顧曲散人), 녹천관주인(綠天官主人), 무원외사(茂苑外史), 평평각주인(平平閣主人) 등.
남직례(南直隸)(현재 강소성江蘇省) 소주부(蘇州府) 장주현(長洲縣)에서 출생, 후년에 복건성(福建省) 수녕현(壽寧縣) 지현(知縣, 현의 수령)이 되었으며, 명나라가 멸망하자 왕실을 따라 순사(殉死)했다고 한다. 그의 많은 필명에서 보는 바와 같이 활동 범위도 매우 넓은 다재한 작가로서 경학(經學)에 관한 저술도 있으며, 가장 유명한 『삼언(三言)』 즉 『유세명언(喻世明言)』, 『경세통언(警世通言)』, 『성세항언(醒世恒言)』의 편집·교정을 비롯하여 소설에서는 『평요전(平妖傳)』, 『열국지(列國志)』, 『정사유략(情史類略)』 등의 정보(訂補), 희곡에서는 자작인 수편을 포함한 『묵감재정본전기(墨憨齋定本傳奇)』, 소주(蘇州) 민요를 채집한 『산가(山歌)』, 산곡(散曲)을 편찬한 『태하신주(太霞新奏)』, 소화집(笑話集)인 『소부(笑府)』, 일사(逸事)를 모은 『고금담개(古今譚槪)』, 『지낭(智囊)』 등 수 없이 많다. 그의 저작 편집의 거의가 민간문학·구어문학에 한정되어 있다는 것은 그의 본형이 통속문학에 있었다는 것을 증명하고, 그의 편집태도 자체가 전통적인 예교에 대한 통렬한 비판이 되고 있다.

## 저서 및 편찬

### 지방지
- 『수녕대지(壽寧待志)』

### 당보
- 『갑신기사(甲申紀事)』

### 소설
- 『삼언(三言)』 : 『유세명언(喻世明言)』, 『경세통언(警世通言)』, 『성세항언(醒世恒言)』
- 『평요전(平妖傳)』

#### 역사연의소설
- 『동주열국지(東周列國志)』

#### 장편소설
- 『황명대유왕양명선생출신정란록(皇明大儒王陽明先生出身靖亂錄)』

### 희곡

#### 편찬
- 『묵감재정본전기(墨憨齋定本傳奇)』

### 산곡
- 『태하신주(太霞新奏)』

#### 자작
- 『정충기(精忠旗)』
- 『주가용(酒家傭)』
- 『쌍웅기(雙雄記)』
- 『만사족(萬事足)』
- 『묵감재사보(墨憨齋詞譜)』

### 시가
- 『칠락재시고(七樂齋詩稿)』
- 『중흥위략(中興偉略)』

### 민가집
- 『괘지아(掛枝兒)』
- 『산가(山歌)』

### 유희서
- 『소부(笑府)』
- 『패경십삼편(牌經十三篇)』
- 『마조각례(馬弔腳例)』

### 일사·필기
- 『고금담개(古今譚槪)』
- 『지낭(智囊)』
- 『태평광기초(太平廣記鈔)』
- 『정사유략(情史類略)』

### 과거참고서
- 『인경지월(麟經指月)』
- 『춘추형고(春秋衡庫)』